# Llista de monuments de Calonge i Sant Antoni
Llista de monuments de Calonge i Sant Antoni inclosos en l'Inventari del Patrimoni Arquitectònic Català per al municipi de Calonge i Sant Antoni (Baix Empordà). Inclou els inscrits en el Registre de Béns Culturals d'Interès Nacional (BCIN) amb la classificació de monuments històrics, els Béns Culturals d'Interès Local (BCIL) de caràcter immoble i la resta de béns arquitectònics integrants del patrimoni cultural català.
| Monument                                            | Protecció    | Estil/època                      | Localització                                                                        | Coordenades                                            | Codi?         | Imatge |
| --------------------------------------------------- | ------------ | -------------------------------- | ----------------------------------------------------------------------------------- | ------------------------------------------------------ | ------------- | --- |
| Castell de Calonge                                  | BCIN 586-MH  | XIII, XIV-XV, XVI-XVII           | Calonge i Sant Antoni Plaça del Castell                                             | 41° 51′ 47″ N, 3° 04′ 24″ E / 41.8631361°N,3.0733889°E | RI-51-0005827 | Castell de Calonge · Vegeu més fotos d'aquest monument · Carregueu una nova foto d'aquest monument                                             |
| Castellbarri                                        | BCIN 587-MH  | Medieval                         | Calonge i Sant Antoni                                                               | 41° 51′ 19″ N, 3° 02′ 48″ E / 41.8552°N,3.04677°E      | RI-51-0005828 | Castellbarri (Calonge i Sant Antoni) · Vegeu més fotos d'aquest monument · Carregueu una nova foto d'aquest monument                           |
| Castell de la Torre Lloreta, o Can Sixt de la Torre | BCIN 588-MH  | Obra popular XIII, XVII-XVIII    | Calonge i Sant Antoni                                                               | 41° 52′ 10″ N, 3° 04′ 47″ E / 41.869394°N,3.079773°E   | RI-51-0005829 | Castell de la Torre Lloreta (Calonge i Sant Antoni) · Vegeu més fotos d'aquest monument · Carregueu una nova foto d'aquest monument            |
| Torre Valentina                                     | BCIN 589-MH  | XVI                              | Calonge i Sant Antoni Passeig de la Torre Valentina                                 | 41° 50′ 14″ N, 3° 05′ 34″ E / 41.837344°N,3.092811°E   | RI-51-0005830 | Torre Valentina (Calonge i Sant Antoni) · Vegeu més fotos d'aquest monument · Carregueu una nova foto d'aquest monument                        |
| Torre de la Creu o Torre de la Creu del Castellar   | BCIN 910-MH  | XVI                              | Calonge i Sant Antoni Puig de la Creu del Castellar                                 | 41° 51′ 53″ N, 3° 03′ 45″ E / 41.864728°N,3.062631°E   | RI-51-0005832 | Torre de la Creu (Calonge i Sant Antoni) · Vegeu més fotos d'aquest monument · Carregueu una nova foto d'aquest monument                       |
| Restes de la Torre del Mal Ús                       | BCIN 911-MH  | Obra popular Medieval            | Calonge i Sant Antoni Vall de la Coma de les Fonts, al peu de la muntanya del Jonc  | 41° 52′ 22″ N, 3° 05′ 37″ E / 41.872700°N,3.093739°E   | RI-51-0005831 | Carregueu una nova foto d'aquest monument |
| Mas Torretes, Ses Torretes                          | BCIN 3970-MH | Obra popular XVI-XVII            | Calonge i Sant Antoni Avinguda d'Andorra, Treumal                                   | 41° 49′ 52″ N, 3° 05′ 01″ E / 41.831194°N,3.083493°E   | IPA-6977      | Mas Torretes (Calonge i Sant Antoni) · Vegeu més fotos d'aquest monument · Carregueu una nova foto d'aquest monument                           |
| Església de Sant Martí                              | BCIL 2013    | Barroc, romànic XVIII, XII       | Calonge i Sant Antoni Pl. de la Doma, 2                                             | 41° 51′ 44″ N, 3° 04′ 24″ E / 41.862359°N,3.07336°E    | IPA-6946      | Església de Sant Martí (Calonge i Sant Antoni) · Vegeu més fotos d'aquest monument · Carregueu una nova foto d'aquest monument                 |
| Can Savalls                                         | BCIL 2013    | Renaixement XVI                  | Calonge i Sant Antoni C. Àngel Guimerà, 7 - pl. Doma                                | 41° 51′ 43″ N, 3° 04′ 25″ E / 41.86196°N,3.07351°E     | IPA-6953      | Can Savalls (Calonge i Sant Antoni) · Vegeu més fotos d'aquest monument · Carregueu una nova foto d'aquest monument                            |
| Mas Rotllant de les Roques                          | BCIL 2013    | Obra popular XVII                | Calonge i Sant Antoni Carrer Joan Maragall, 19                                      | 41° 51′ 51″ N, 3° 04′ 50″ E / 41.86425°N,3.08067°E     | IPA-6954      | Mas Rotllant de les Roques (Calonge i Sant Antoni) · Vegeu més fotos d'aquest monument · Carregueu una nova foto d'aquest monument             |
| Ca n'Oliver, o Mas Oliver de la Serra               | BCIL 2013    | Obra popular XVIII               | Calonge i Sant Antoni Al final del carrer de la Creu                                | 41° 51′ 47″ N, 3° 04′ 43″ E / 41.86307°N,3.07867°E     | IPA-6955      | Ca n'Oliver (Calonge i Sant Antoni) · Vegeu més fotos d'aquest monument · Carregueu una nova foto d'aquest monument                            |
| Mas Molla de la Riera                               |              | Obra popular XVIII               | Calonge i Sant Antoni Carrer Molla                                                  | 41° 52′ 05″ N, 3° 04′ 50″ E / 41.86805°N,3.08057°E     | IPA-6956      | Mas Molla de la Riera (Calonge i Sant Antoni) · Vegeu més fotos d'aquest monument · Carregueu una nova foto d'aquest monument                  |
| Casal de Vilanova de Cabanyes                       | BCIL 2013    | Eclecticisme XVIII-XIX           | Calonge i Sant Antoni C. Verona, 2                                                  | 41° 51′ 08″ N, 3° 03′ 32″ E / 41.85234°N,3.05900°E     | IPA-6957      | Casal de Vilanova de Cabanyes (Calonge i Sant Antoni) · Vegeu més fotos d'aquest monument · Carregueu una nova foto d'aquest monument          |
| Torre Roura                                         | BCIL 2013    | Modernisme XIX Final             | Calonge i Sant Antoni Avinguda de la Unió                                           | 41° 51′ 09″ N, 3° 05′ 19″ E / 41.85257°N,3.08867°E     | IPA-6958      | Torre Roura (Calonge i Sant Antoni) · Vegeu més fotos d'aquest monument · Carregueu una nova foto d'aquest monument                            |
| Escorxador Municipal                                | BCIL 2013    | Eclecticisme XX (1912)           | Calonge i Sant Antoni Avinguda dels Països Catalans                                 | 41° 51′ 22″ N, 3° 04′ 55″ E / 41.85618°N,3.0819°E      | IPA-6959      | Escorxador Municipal (Calonge i Sant Antoni) · Vegeu més fotos d'aquest monument · Carregueu una nova foto d'aquest monument                   |
| Capella del Comtat de Sant Jordi                    | BCIL 2013    | Monumentalisme academicista 1947 | Calonge i Sant Antoni Avinguda d'Andorra, 21, Treumal                               | 41° 49′ 40″ N, 3° 04′ 59″ E / 41.82791°N,3.08295°E     | IPA-6960      | Capella del Comtat de Sant Jordi (Calonge i Sant Antoni) · Vegeu més fotos d'aquest monument · Carregueu una nova foto d'aquest monument       |
| Can Canots                                          | BCIL 2013    | Eclecticisme XIX                 | Calonge i Sant Antoni Carrer de la Rutlla, 1                                        | 41° 51′ 43″ N, 3° 04′ 27″ E / 41.86194°N,3.07429°E     | IPA-6961      | Can Canots (Calonge i Sant Antoni) · Vegeu més fotos d'aquest monument · Carregueu una nova foto d'aquest monument                             |
| Casa Puig Domènech                                  |              | Darreres tendències XX           | Calonge i Sant Antoni Urb. Mas Vilà                                                 |                                                        | IPA-6962      | Carregueu una nova foto d'aquest monument |
| Carrer del Càcul                                    | BCIL 2013    | Obra popular XIII                | Calonge i Sant Antoni Carrer del Càcul                                              | 41° 51′ 43″ N, 3° 04′ 25″ E / 41.86208°N,3.07365°E     | IPA-6963      | Carrer Càcul (Calonge i Sant Antoni) · Vegeu més fotos d'aquest monument · Carregueu una nova foto d'aquest monument                           |
| Monestir de Santa Maria del Mar o del Collet        | BCIL 2013    | Romànic XII                      | Calonge i Sant Antoni Avinguda Catalunya, 73, Santa Maria del Mar                   | 41° 51′ 01″ N, 3° 06′ 43″ E / 41.850322°N,3.111883°E   | IPA-6964      | Monestir de Santa Maria del Mar (Calonge i Sant Antoni) · Vegeu més fotos d'aquest monument · Carregueu una nova foto d'aquest monument        |
| Sala Fontova                                        | BCIL 2013    | Eclecticisme XIX (1900)          | Calonge i Sant Antoni Carrer Anselm Clavé, 1                                        | 41° 51′ 44″ N, 3° 04′ 27″ E / 41.86218°N,3.07407°E     | IPA-6965      | Sala Fontova (Calonge i Sant Antoni) · Vegeu més fotos d'aquest monument · Carregueu una nova foto d'aquest monument                           |
| Ermita de Sant Esteve                               |              | Obra popular XVII-XVIII          | Calonge i Sant Antoni A la vall de Ruàs, vall de la Riera dels Molins               | 41° 51′ 38″ N, 3° 02′ 01″ E / 41.86068°N,3.03364°E     | IPA-6966      | Carregueu una nova foto d'aquest monument |
| Església de Sant Antoni                             | BCIL 2013    | Historicisme XX (1923)           | Calonge i Sant Antoni C. Artur Mundet - pl. de la Llibertat, Sant Antoni de Calonge | 41° 50′ 54″ N, 3° 06′ 26″ E / 41.848429°N,3.107089°E   | IPA-6967      | Església de Sant Antoni (Calonge i Sant Antoni) · Vegeu més fotos d'aquest monument · Carregueu una nova foto d'aquest monument                |
| Cementiri Nou de Calonge                            | BCIL 2013    | Eclecticisme XIX                 | Calonge i Sant Antoni Avinguda Països Catalans, el Pla                              | 41° 51′ 32″ N, 3° 05′ 31″ E / 41.85891°N,3.09191°E     | IPA-6968      | Cementiri Nou de Calonge · Vegeu més fotos d'aquest monument · Carregueu una nova foto d'aquest monument                                       |
| Molí de Vent, Molí de Puig Rosell                   | BCIL 2013    | Obra popular XIX                 | Calonge i Sant Antoni Carrer Isabel Vilà, 20, Sant Natzarí                          | 41° 52′ 24″ N, 3° 04′ 13″ E / 41.873420°N,3.070167°E   | IPA-6969      | Molí de Vent (Calonge i Sant Antoni) · Vegeu més fotos d'aquest monument · Carregueu una nova foto d'aquest monument                           |
| Can Xifró                                           | BCIL 2013    | Obra popular XVI                 | Calonge i Sant Antoni C. de l'Hospital, 9 - pl. del Xato, 1                         | 41° 51′ 47″ N, 3° 04′ 31″ E / 41.86316°N,3.07516°E     | IPA-6970      | Can Xifró (Calonge i Sant Antoni) · Vegeu més fotos d'aquest monument · Carregueu una nova foto d'aquest monument                              |
| Can Pallimonjo                                      | BCIL 2013    | Obra popular XVII                | Calonge i Sant Antoni Carrer Pompeu Fabra, 1                                        | 41° 51′ 50″ N, 3° 04′ 30″ E / 41.8638°N,3.07494°E      | IPA-6972      | Can Pallimonjo (Calonge i Sant Antoni) · Vegeu més fotos d'aquest monument · Carregueu una nova foto d'aquest monument                         |
| Can Jofre                                           | BCIL 2013    | Obra popular XVI                 | Calonge i Sant Antoni Carrer de la Rutlla, 2                                        | 41° 51′ 42″ N, 3° 04′ 27″ E / 41.86175°N,3.07428°E     | IPA-6973      | Can Jofre (Calonge i Sant Antoni) · Vegeu més fotos d'aquest monument · Carregueu una nova foto d'aquest monument                              |
| Casa Vilaseca                                       | BCIL 2013    | Obra popular XIX Mitjan          | Calonge i Sant Antoni C. de la Rutlla, 21 - c. Enric Lluís Roura                    | 41° 51′ 41″ N, 3° 04′ 33″ E / 41.861430°N,3.075828°E   | IPA-6974      | Casa Vilaseca (Calonge i Sant Antoni) · Vegeu més fotos d'aquest monument · Carregueu una nova foto d'aquest monument                          |
| Capella de les Germanes Carmelites                  | BCIL 2000    | Eclecticisme XIX                 | Calonge i Sant Antoni Carrer Major, 24                                              | 41° 51′ 48″ N, 3° 04′ 28″ E / 41.86321°N,3.07447°E     | IPA-6975      | Capella de les Germanes Carmelites (Calonge i Sant Antoni) · Vegeu més fotos d'aquest monument · Carregueu una nova foto d'aquest monument     |
| Antic Hospital - Biblioteca Municipal Pere Caner    | BCIL 2013    | Renaixement XVII                 | Calonge i Sant Antoni Carrer Sant Joan o de l'Educació, 26                          | 41° 51′ 45″ N, 3° 04′ 32″ E / 41.862622°N,3.075517°E   | IPA-6976      | Antic Hospital (Calonge i Sant Antoni) · Vegeu més fotos d'aquest monument · Carregueu una nova foto d'aquest monument                         |
| Ermita de Sant Daniel                               | BCIL 2013    | Obra popular XVI                 | Calonge i Sant Antoni Al puig de Sant Daniel                                        | 41° 51′ 29″ N, 3° 06′ 08″ E / 41.85819°N,3.10219°E     | IPA-6978      | Ermita de Sant Daniel (Calonge i Sant Antoni) · Vegeu més fotos d'aquest monument · Carregueu una nova foto d'aquest monument                  |
| Can Vilar de sa Mutxada                             | BCIL 2013    | Obra popular XVII                | Calonge i Sant Antoni Avinguda Pau Casals, 21                                       | 41° 50′ 25″ N, 3° 05′ 31″ E / 41.84036°N,3.09185°E     | IPA-6979      | Can Vilar de sa Mutxada (Calonge i Sant Antoni) · Modifica el valor a Wikidata · Carregueu una nova foto d'aquest monument                     |
| Casa del Senyor del Mal Ús                          | BCIL 2013    | XV, XVI                          | Calonge i Sant Antoni Carrer Major, 26-28                                           | 41° 51′ 48″ N, 3° 04′ 28″ E / 41.86346°N,3.07456°E     | IPA-20935     | Casa del Senyor del Mal Ús (Calonge i Sant Antoni) · Vegeu més fotos d'aquest monument · Carregueu una nova foto d'aquest monument             |
| Creu de terme                                       |              | Romànic XIV                      | Calonge i Sant Antoni Museu parroquial de Sant Martí, c. d'Àngel Guimerà            | 41° 51′ 44″ N, 3° 04′ 24″ E / 41.86227°N,3.07323°E     | IPA-30777     | Carregueu una nova foto d'aquest monument |
| Carrer Sant Joan                                    | BCIL 2013    |                                  | Calonge i Sant Antoni C. Sant Joan                                                  | 41° 51′ 47″ N, 3° 04′ 28″ E / 41.862998°N,3.074344°E   | IPA-42650     | Carrer Sant Joan (Calonge i Sant Antoni) · Vegeu més fotos d'aquest monument · Carregueu una nova foto d'aquest monument                       |
| Mas Ponçjoan                                        | BCIL 2013    | Obra popular XX                  | Calonge i Sant Antoni Av. Sant Pau de Fenollet, 1                                   | 41° 51′ 44″ N, 3° 04′ 15″ E / 41.862149°N,3.070738°E   | IPA-42661     | Mas Ponçjoan (Calonge i Sant Antoni) · Vegeu més fotos d'aquest monument · Carregueu una nova foto d'aquest monument                           |
| Can Ponçjoan de Vila                                | BCIL 2013    | Eclecticisme XIX                 | Calonge i Sant Antoni C. del Pedró, 4                                               | 41° 51′ 51″ N, 3° 04′ 36″ E / 41.864189°N,3.076534°E   | IPA-43569     | Can Ponçjoan de Vila (Calonge i Sant Antoni) · Vegeu més fotos d'aquest monument · Carregueu una nova foto d'aquest monument                   |
| Casa al carrer del Mig, 15                          | BCIL 2013    |                                  | Calonge i Sant Antoni C. del Mig, 15                                                | 41° 50′ 54″ N, 3° 06′ 35″ E / 41.848224°N,3.109628°E   | IPA-43570     | Carregueu una nova foto d'aquest monument |
| Can Pibernat, Can Rotllan                           | BCIL 2013    | Eclecticisme XIX                 | Calonge i Sant Antoni Pl. de la Concòrdia, 2 - c. de la Rutlla, 18                  | 41° 51′ 41″ N, 3° 04′ 33″ E / 41.861374°N,3.075917°E   | IPA-43571     | Can Pibernat (Calonge i Sant Antoni) · Vegeu més fotos d'aquest monument · Carregueu una nova foto d'aquest monument                           |
| Cal Panyero                                         | BCIL 2013    |                                  | Calonge i Sant Antoni C. Sant Joan, 1 - c. Major, 16                                | 41° 51′ 47″ N, 3° 04′ 27″ E / 41.863101°N,3.074094°E   | IPA-43572     | Cal Panyero (Calonge i Sant Antoni) · Vegeu més fotos d'aquest monument · Carregueu una nova foto d'aquest monument                            |
| Casa al carrer de la Creu, 21                       | BCIL 2013    | XVIII                            | Calonge i Sant Antoni C. de la Creu, 21                                             |                                                        | IPA-43573     | Carregueu una nova foto d'aquest monument |
| Can Patrici                                         | BCIL 2013    | XVIII                            | Calonge i Sant Antoni Pl. Concòrdia, 4                                              | 41° 51′ 41″ N, 3° 04′ 35″ E / 41.861393°N,3.076321°E   | IPA-43574     | Can Patrici (Calonge i Sant Antoni) · Vegeu més fotos d'aquest monument · Carregueu una nova foto d'aquest monument                            |
| Can Benet                                           | BCIL 2013    | XIX                              | Calonge i Sant Antoni Ctra. de Romanyà, 10                                          | 41° 51′ 32″ N, 3° 04′ 20″ E / 41.858991°N,3.072302°E   | IPA-43575     | Can Benet (Calonge i Sant Antoni) · Vegeu més fotos d'aquest monument · Carregueu una nova foto d'aquest monument                              |
| Mas Descaire                                        | BCIL 2013    | XVII, XX                         | Calonge i Sant Antoni C. Pedró, 41                                                  | 41° 51′ 49″ N, 3° 04′ 38″ E / 41.863615°N,3.077291°E   | IPA-43576     | Mas Descaire (Calonge i Sant Antoni) · Vegeu més fotos d'aquest monument · Carregueu una nova foto d'aquest monument                           |
| Mas Sicars                                          | BCIL 2013    |                                  | Calonge i Sant Antoni                                                               | 41° 51′ 32″ N, 3° 04′ 11″ E / 41.858980°N,3.069707°E   | IPA-43577     | Mas Sicars (Calonge i Sant Antoni) · Vegeu més fotos d'aquest monument · Carregueu una nova foto d'aquest monument                             |
| Can Pagès                                           | BCIL 2013    | XIX                              | Calonge i Sant Antoni C. Barceloneta, 2                                             | 41° 51′ 41″ N, 3° 04′ 26″ E / 41.861472°N,3.073988°E   | IPA-43578     | Can Pagès (Calonge i Sant Antoni) · Vegeu més fotos d'aquest monument · Carregueu una nova foto d'aquest monument                              |
| Mas Falet                                           | BCIL 2013    | XVII                             | Calonge i Sant Antoni C. Collet, 12                                                 | 41° 51′ 16″ N, 3° 06′ 31″ E / 41.854371°N,3.108572°E   | IPA-43579     | Carregueu una nova foto d'aquest monument |
| Casa al carrer Josep Vilaseca, 41                   | BCIL 2013    | XIX                              | Calonge i Sant Antoni C. Josep M. Vilaseca, 41                                      | 41° 51′ 32″ N, 3° 04′ 38″ E / 41.858967°N,3.077226°E   | IPA-43580     | Casa al carrer Josep Vilaseca, 41 (Calonge i Sant Antoni) · Vegeu més fotos d'aquest monument · Carregueu una nova foto d'aquest monument      |
| Casa al carrer Anselm Clavé, 13                     | BCIL 2013    | XVIII                            | Calonge i Sant Antoni C. Anselm Clavé, 13                                           | 41° 51′ 46″ N, 3° 04′ 28″ E / 41.862862°N,3.074530°E   | IPA-43581     | Casa al carrer Anselm Clavé, 13 (Calonge i Sant Antoni) · Vegeu més fotos d'aquest monument · Carregueu una nova foto d'aquest monument        |
| Mas Rosselló                                        | BCIL 2013    | XIX                              | Calonge i Sant Antoni C. Sant Daniel, 4                                             | 41° 51′ 27″ N, 3° 06′ 15″ E / 41.857505°N,3.104103°E   | IPA-43582     | Carregueu una nova foto d'aquest monument |
| Molí de vent de Mas Sicars                          | BCIL 2013    |                                  | Calonge i Sant Antoni Cra. de Romanyà, davant del núm. 8                            | 41° 51′ 33″ N, 3° 04′ 22″ E / 41.859035°N,3.072837°E   | IPA-43583     | Molí de vent de Mas Sicars (Calonge i Sant Antoni) · Vegeu més fotos d'aquest monument · Carregueu una nova foto d'aquest monument             |
| Molí de vent de la carretera de Romanyà             | BCIL 2013    |                                  | Calonge i Sant Antoni Els Vilars                                                    | 41° 51′ 29″ N, 3° 04′ 12″ E / 41.858083°N,3.069968°E   | IPA-43584     | Carregueu una nova foto d'aquest monument |
| Molí de vent Jacint Verdaguer                       | BCIL 2013    |                                  | Calonge i Sant Antoni Cra. de Romanyà, 1                                            | 41° 51′ 34″ N, 3° 04′ 24″ E / 41.859510°N,3.073429°E   | IPA-43585     | Molí de vent Jacint Verdaguer (Calonge i Sant Antoni) · Vegeu més fotos d'aquest monument · Carregueu una nova foto d'aquest monument          |
| Molí de vent del carrer Nou                         | BCIL 2013    |                                  | Calonge i Sant Antoni C. Nou, 34                                                    | 41° 51′ 37″ N, 3° 04′ 23″ E / 41.860163°N,3.073044°E   | IPA-43586     | Molí de vent del carrer Nou (Calonge i Sant Antoni) · Vegeu més fotos d'aquest monument · Carregueu una nova foto d'aquest monument            |
| Molí de vent de la plaça Quatre Camins              | BCIL 2013    |                                  | Calonge i Sant Antoni Pl. Quatre Camins, 1                                          | 41° 51′ 56″ N, 3° 04′ 18″ E / 41.865489°N,3.071765°E   | IPA-43587     | Molí de vent de la plaça Quatre Camins (Calonge i Sant Antoni) · Vegeu més fotos d'aquest monument · Carregueu una nova foto d'aquest monument |
| Molí del Dimoni                                     | BCIL 2013    |                                  | Calonge i Sant Antoni C. Josep Tarradellas, 5                                       | 41° 51′ 59″ N, 3° 04′ 25″ E / 41.866490°N,3.073598°E   | IPA-43588     | Molí del Dimoni (Calonge i Sant Antoni) · Vegeu més fotos d'aquest monument · Carregueu una nova foto d'aquest monument                        |
| Búnquer de la Torre Valentina                       | BCIL 2013    | XX                               | Calonge i Sant Antoni Cala del Racó de les Dones                                    | 41° 50′ 13″ N, 3° 05′ 37″ E / 41.83698°N,3.09359°E     | IPA-43589     | Búnquer de la Torre Valentina (Calonge i Sant Antoni) · Modifica el valor a Wikidata · Carregueu una nova foto d'aquest monument               |
| Trinxeres de puig Cabré                             | BCIL 2013    | XX                               | Calonge i Sant Antoni Puig Cabré                                                    |                                                        | IPA-43590     | Carregueu una nova foto d'aquest monument |
| Molí de vent de l'hort de Ca n'Emili                | BCIL 2013    |                                  | Calonge i Sant Antoni C. Illa, 28                                                   | 41° 51′ 37″ N, 3° 04′ 19″ E / 41.860291°N,3.071863°E   | IPA-43591     | Molí de vent de l'hort de Ca n'Emili (Calonge i Sant Antoni) · Vegeu més fotos d'aquest monument · Carregueu una nova foto d'aquest monument   |
| Pont Vall dels Molins, Pont Rodó                    |              | Obra popular                     | Calonge i Sant Antoni Crta. GIV-6612                                                | 41° 51′ 25″ N, 3° 01′ 28″ E / 41.857036°N,3.024419°E   | IPA-46423     | Pont Vall dels Molins (Calonge i Sant Antoni) · Vegeu més fotos d'aquest monument · Carregueu una nova foto d'aquest monument                  |